# Chris Wood (calciatore)
Christopher Grant Wood (Auckland, 7 dicembre 1991) è un calciatore neozelandese, attaccante del Nottingham Forest e della nazionale neozelandese, di cui è capitano e primatista di reti.
Assieme a David Murphy e Marlon King è il primatista di reti (2) con la maglia del Birmingham City nelle competizioni calcistiche europee. Con la nazionale neozelandese ha vinto la Coppa d'Oceania 2016.

## Caratteristiche tecniche
Gioca prevalentemente come centravanti, ha una buona prestanza fisica ed è molto forte nel gioco aereo, si dimostra abile nel saper difendere palla e far salire la squadra, inoltre è un buon finalizzatore, infatti possiede un buon senso della posizione e benché il suo piede forte sia il destro, è in grado di fare gol calciando la palla anche con il sinistro. È un eccellente rigorista, tuttavia seppur raramente, è capace di segnare calciando anche di punizione.

## Carriera

### Club

#### Cambridge e Hamilton Wanderers
Wood muove i suoi primi passi nel professionismo giocando nella squadra del Cambridge FC, i primi nella NRFL Division 2, dove gioca per un solo anno, nel 2006, con un'ottima prestazione, infatti riesce a segnare con la squadra ben 30 gol. Nell'anno successivo, nel 2007, passa agli Hamilton Wanderers dove realizza 40 reti in 34 partite, quella è stata la sua unica stagione nella squadra.

#### WaiBOP United e West Bromwich
Il 2 gennaio 2008 firma con il Manchester City ma il trasferimento salta per un problema al ginocchio riscontrato durante le visite mediche. Viene ceduto due giorni dopo al WaiBOP United per la cifra di due milioni di euro, qua riporta la rottura del menisco che lo costringe a finire in anticipo il campionato.
Si trasferisce in prestito il 31 agosto in Inghilterra, al West Bromwich. A causa dell'infortunio inizia a giocare nella squadra riserve. Nell'aprile 2009 gli infortuni occorsi ad alcuni titolari gli spalancano le porte della prima squadra, venendo convocato per la partita di Premier League al Fratton Park contro il Portsmouth. Partito inizialmente dalla panchina, subentra a partita in corso, diventando il quinto calciatore neozelandese a giocare in Premier League. Alla fine del stagione 2008-2009 viene riscattato per due milioni i euro, ottiene il suo primo contratto da professionista, firmando un accordo di due anni con un'opzione per altri due anni con i Baggies. Nel dicembre 2009 firma un altro contratto della durata di 3 anni e mezzo con un'opzione per un ulteriore anno. Il 15 settembre 2009 segna il suo primo gol da professionista, con un poderoso tiro dalla distanza, nella vittoria per 3-1 contro il Doncaster. Il 2 gennaio 2010 segna il suo secondo gol nella vittoria per 2-0 sull'Huddersfield Town, sette minuti dopo il suo ingresso in campo, nel terzo turno di FA Cup.

#### Barnsley e Brighton
Viene girato in prestito al Barnsley, la sua esperienza con la squadra dura poco, giocandovi solo sette partite, successivamente viene ceduto al Brighton, dove vince il campionato di terza divisione inglese, la Football League One, segna un gol già nella sua partita di esordio, finita per 2-2 contro il Bristol Rovers, è autore di una doppietta, battendo per 3-1 il Peterborough United, sempre con lo stesso risultato si conclude la partita in FA Cup, in cui Wood segna una rete sconfiggendo il Portsmouth.

#### Birmingham City e Bristol City
Wood continua a la sua serie di partite giocando in prestito in altre squadra come il Birmingham City, dove è autore di una tripletta battendo il Millwall per 3-0, segna anche due reti in Europa League, il primo con il gol del 3-0 battendo il CD Nacional e poi il secondo con la rete del 2-1 sconfiggendo il Club Bruges. Viene poi girato al Bristol City, dove gioca solo nel 2012 segnando tre reti in tre vittoria, quella contro il Doncaster Rovers (2-1), contro il Nottingham Forest (1-0) e contro il Coventry City (3-1).

#### Millwall e Leicester City

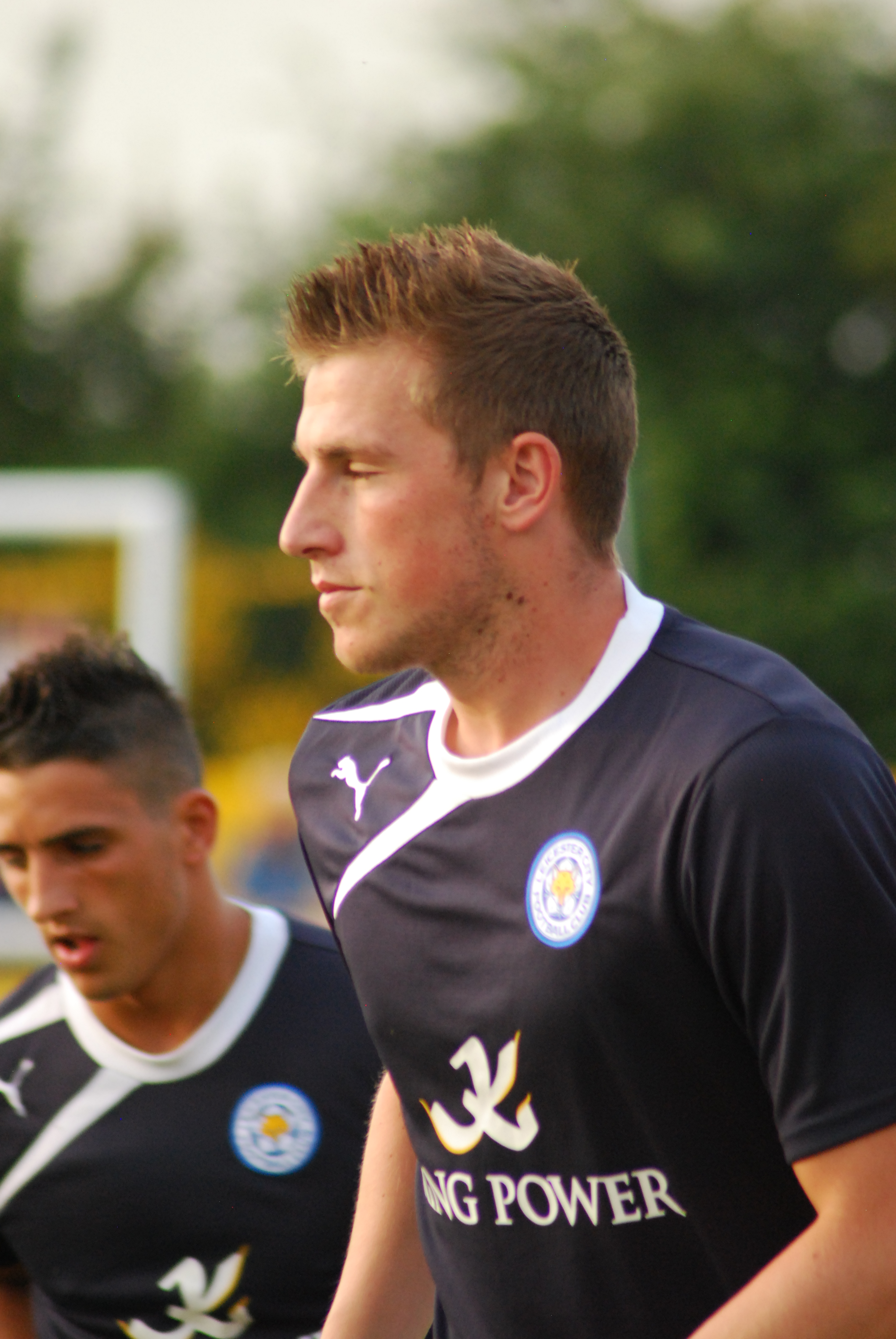
Wood con il Leicester City nel 2013.

Viene ceduto nuovamente in prestito al Millwall, dove riesce a segnare una doppietta in tre partite diverse, nei pareggi contro il Birmingham per 3-3 e contro il Brighton per 2-2 oltre che nella vittoria per 4-0 contro il Huddersfield Town. Nel 2013 viene acquistato dal Leicester City che versa nelle casse del vecchio club la cifra di due milioni di euro. Vince il Football League Championship (il campionato di seconda divisione inglese), chiude la sua esperienza in squadra con un totale di ventuno gol.

#### Ipswich Town e Leeds Utd

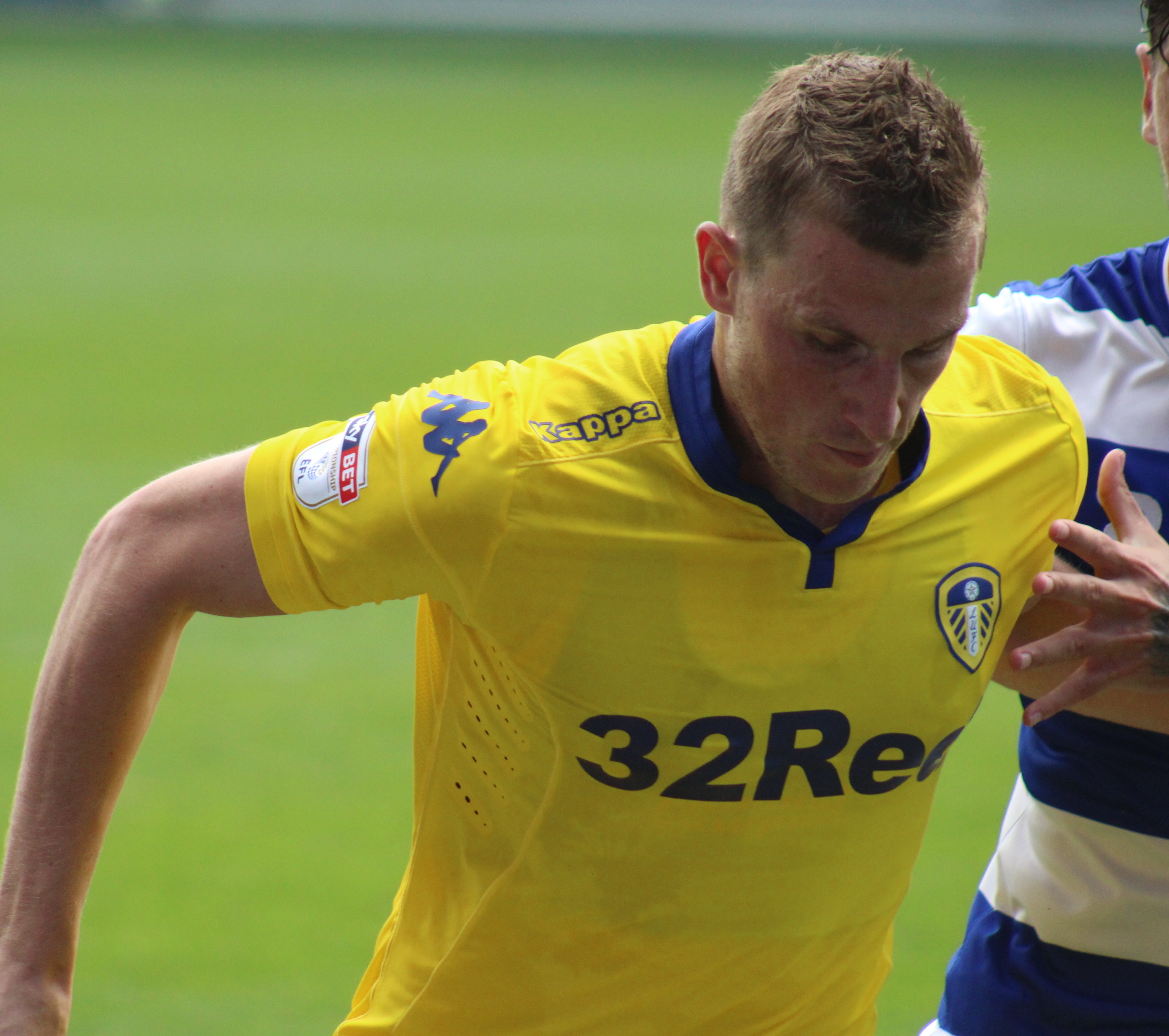
Wood in azione con la maglia del Leeds Utd nel 2016.

Dopo una breve parentesi in prestito all'Ipswich Town, nel 2015 passa a titolo definitivo al Leeds Utd per un milione di euro, con il quale tra il 2015 e il 2017, realizza il suo primo gol nel pareggio per 3-3 contro il Bristol City, in più occasioni ha segnato una doppietta ad esempio battendo per 3-2 il Reading, o sconfiggendo per 3-1 il Birmingham e prevalendo per 3-0 contro il Rotherham United oltre che nella sconfitta per 3-2 perdendo contro il Barnsley.

#### Burnley
Il 21 agosto 2017 passa al Burnley, società neopromossa in Premier League, per una cifra attorno ai 16 milioni, firmando un contratto quadriennale. Segna una doppietta in diverse partite per esempio sconfiggendo il West Ham per 3-0, o prevalendo per 3-1 contro il Brighton oltre che nella vittoria per 2-0 battendo il Cardiff e il Norwich,farà una tripletta sconfiggendo per 4-0 il Wolverhampton.

#### Newcastle Utd e Nottingham Forest
Dopo quattro stagioni e mezza, il 13 gennaio 2022 viene ceduto a titolo definitivo al Newcastle Utd per 30 milioni di euro.
Il 20 gennaio 2023 viene ceduto in prestito dal Nottingham Forest. Il 2 giugno successivo, dopo 7 presenze e la salvezza raggiunta, viene annunciato il suo riscatto a titolo definitivo da parte dei Reds. Il 26 dicembre successivo, nel Boxing Day contro il Newcastle, sua ex squadra, realizza la sua prima tripletta con il club.

### Nazionale
Nel 2007 rappresenta la nazionale neozelandese Under-17, partendo spesso da titolare, nel Mondiale di categoria dello stesso anno. Dopo una serie di prestazioni significative con il suo club, l'allenatore della nazionale maggiore Ricki Herbert lo convoca per la Confederations Cup 2009 in Sudafrica.
Debutta in nazionale il 3 giugno 2009, nell'amichevole disputata prima della manifestazione, contro la Tanzania.
Nel maggio 2010 viene convocato per il Mondiale 2010, risultando, a 18 anni, il più giovane tra i convocati neozelandesi.
Nel 2012 prende parte alla Coppa d'Oceania, che vede la Nuova Zelanda eliminata in semifinale. Nello stesso anno partecipa anche ai Giochi Olimpici di Londra.
Nel 2016 è tra i convocati per la Coppa d'Oceania, che si conclude con la vittoria della Nuova Zelanda ai tiri di rigore contro la Papa Nuova Guinea. Un anno dopo partecipa con gli All White alla FIFA Confederations Cup, giocando tutte e tre le partite e segnando un gol nella sconfitta per 2-1 contro il Messico.
Nel 2021 prende parte ai Giochi Olimpici di Tokyo nella nazionale olimpica come fuori quota, dove la Nuova Zelanda per la prima volta nella storia accede ai quarti di finale, per merito di Wood la squadra vince per la prima volta una partita alle olimpiadi per merito del gol del 1-0 segnato da Wood battendo la Corea del Sud, tuttavia la Nuova Zelanda viene eliminata ai quarti di finale per 4-2 dal Giappone ai calci di rigore, Wood è stato il primo della sua squadra a calciare dal dischetto segnando un gol.

## Statistiche

### Presenze e reti nei club
Statistiche aggiornate al 17 agosto 2025.
| Stagione                 | Squadra                  | Campionato               | Campionato | Campionato | Coppe nazionali | Coppe nazionali | Coppe nazionali | Coppe continentali | Coppe continentali | Coppe continentali | Altre coppe | Altre coppe | Altre coppe | Totale | Totale |
| Stagione                 | Squadra                  | Comp                     | Pres       | Reti       | Comp            | Pres            | Reti            | Comp               | Pres               | Reti               | Comp        | Pres        | Reti        | Pres   | Reti   |
| ------------------------ | ------------------------ | ------------------------ | ---------- | ---------- | --------------- | --------------- | --------------- | ------------------ | ------------------ | ------------------ | ----------- | ----------- | ----------- | ------ | ------ |
| 2006                     | Cambridge                | NRFL D2                  | 31         | 30         | -               | -               | -               | -                  | -                  | -                  | -           | -           | -           | 31     | 30     |
| 2007                     | Hamilton Wanderers       | NRFL P                   | 17         | 16         | -               | -               | -               | -                  | -                  | -                  | -           | -           | -           | 17     | 16     |
| feb.-mar. 2008           | Waikato                  | NZFC                     | 5          | 0          | CC              | -               | -               | -                  | -                  | -                  | -           | -           | -           | 5      | 0      |
| 2008-2009                | West Bromwich            | PL                       | 2          | 0          | FACup+CdL       | 0               | 0               | -                  | -                  | -                  | -           | -           | -           | 2      | 0      |
| 2009-2010                | West Bromwich            | FLC                      | 18         | 1          | FACup+CdL       | 2+3             | 1+0             | -                  | -                  | -                  | -           | -           | -           | 23     | 2      |
| ago. 2010                | West Bromwich            | PL                       | 1          | 0          | FACup+CdL       | 0+1             | 0+1             | -                  | -                  | -                  | -           | -           | -           | 2      | 1      |
| Totale West Bromwich     | Totale West Bromwich     | Totale West Bromwich     | 21         | 1          |                 | 6               | 2               |                    | -                  | -                  |             | -           | -           | 27     | 3      |
| set.-nov. 2010           | Barnsley                 | FLC                      | 7          | 0          | FACup+CdL       | 0+0             | 0               | -                  | -                  | -                  | -           | -           | -           | 7      | 0      |
| nov. 2010-2011           | Brighton                 | FL1                      | 29         | 8          | FACup+CdL       | 2+0             | 1+0             | -                  | -                  | -                  | -           | -           | -           | 31     | 9      |
| 2011-gen. 2012           | Birmingham City          | FLC                      | 23         | 9          | FACup+CdL       | 0               | 0               | UEL                | 6                  | 2                  | -           | -           | -           | 29     | 11     |
| gen.-giu. 2012           | Bristol City             | FLC                      | 19         | 3          | FACup+CdL       | 0               | 0               | -                  | -                  | -                  | -           | -           | -           | 19     | 3      |
| ago.-dic. 2012           | Millwall                 | FLC                      | 19         | 11         | FACup+CdL       | 0               | 0               | -                  | -                  | -                  | -           | -           | -           | 19     | 11     |
| gen.-giu. 2013           | Leicester City           | FLC                      | 20+2       | 9+0        | FACup+CdL       | 2+0             | 2+0             | -                  | -                  | -                  | -           | -           | -           | 24     | 11     |
| 2013-2014                | Leicester City           | FLC                      | 26         | 4          | FACup+CdL       | 0+3             | 0+4             | -                  | -                  | -                  | -           | -           | -           | 29     | 8      |
| 2014-mar. 2015           | Leicester City           | PL                       | 7          | 1          | FACup+CdL       | 1+1             | 0               | -                  | -                  | -                  | -           | -           | -           | 9      | 1      |
| Totale Leicester City    | Totale Leicester City    | Totale Leicester City    | 53+2       | 14         |                 | 7               | 6               |                    | -                  | -                  |             | -           | -           | 62     | 20     |
| mar.-giu. 2015           | Ipswich Town             | FLC                      | 8          | 0          | FACup+CdL       | 0+0             | 0               | -                  | -                  | -                  | -           | -           | -           | 8      | 0      |
| 2015-2016                | Leeds Utd                | FLC                      | 36         | 13         | FACup+CdL       | 0+1             | 0               | -                  | -                  | -                  | -           | -           | -           | 37     | 13     |
| 2016-2017                | Leeds Utd                | FLC                      | 44         | 27         | FACup+CdL       | 0+4             | 0+3             | -                  | -                  | -                  | -           | -           | -           | 48     | 30     |
| ago. 2017                | Leeds Utd                | FLC                      | 3          | 1          | FACup+CdL       | 0               | 0               | -                  | -                  | -                  | -           | -           | -           | 3      | 1      |
| Totale Leeds Utd         | Totale Leeds Utd         | Totale Leeds Utd         | 83         | 41         |                 | 5               | 3               |                    | -                  | -                  |             | -           | -           | 88     | 44     |
| 2017-2018                | Burnley                  | PL                       | 24         | 10         | FACup+CdL       | 0+2             | 0+1             | -                  | -                  | -                  | -           | -           | -           | 26     | 11     |
| 2018-2019                | Burnley                  | PL                       | 38         | 10         | FACup+CdL       | 2+1             | 1+0             | UEL                | 5                  | 2                  | -           | -           | -           | 46     | 13     |
| 2019-2020                | Burnley                  | PL                       | 32         | 14         | FACup+CdL       | 2+1             | 0               | -                  | -                  | -                  | -           | -           | -           | 35     | 14     |
| 2020-2021                | Burnley                  | PL                       | 33         | 12         | FACup+CdL       | 1+3             | 0               | -                  | -                  | -                  | -           | -           | -           | 37     | 12     |
| 2021-gen. 2022           | Burnley                  | PL                       | 17         | 3          | FACup+CdL       | 1+3             | 0               | -                  | -                  | -                  | -           | -           | -           | 21     | 3      |
| Totale Burnley           | Totale Burnley           | Totale Burnley           | 144        | 49         |                 | 16              | 2               |                    | 5                  | 2                  |             | -           | -           | 165    | 53     |
| gen.-giu. 2022           | Newcastle Utd            | PL                       | 17         | 2          | FACup+CdL       | -               | -               | -                  | -                  | -                  | -           | -           | -           | 17     | 2      |
| 2022-gen. 2023           | Newcastle Utd            | PL                       | 18         | 2          | FACup+CdL       | 1+3             | 0+1             | -                  | -                  | -                  | -           | -           | -           | 22     | 3      |
| Newcastle Utd            | Newcastle Utd            | Newcastle Utd            | 35         | 4          |                 | 4               | 1               |                    | -                  | -                  |             | -           | -           | 39     | 5      |
| gen.-giu. 2023           | Nottingham Forest        | PL                       | 7          | 1          | FACup+CdL       | -               | -               | -                  | -                  | -                  | -           | -           | -           | 7      | 1      |
| 2023-2024                | Nottingham Forest        | PL                       | 31         | 14         | FACup+CdL       | 3+1             | 1+0             | -                  | -                  | -                  | -           | -           | -           | 35     | 15     |
| 2024-2025                | Nottingham Forest        | PL                       | 36         | 20         | FACup+CdL       | 4+0             | 0               | -                  | -                  | -                  | -           | -           | -           | 40     | 20     |
| 2025-2026                | Nottingham Forest        | PL                       | 1          | 2          | FACup+CdL       | 0               | 0               | UEL                | 0                  | 0                  | -           | -           | -           | 1      | 2      |
| Totale Nottingham Forest | Totale Nottingham Forest | Totale Nottingham Forest | 75         | 37         |                 | 8               | 1               |                    | 0                  | 0                  |             | -           | -           | 83     | 38     |
| Totale carriera          | Totale carriera          | Totale carriera          | 569+2      | 223        |                 | 48              | 16              |                    | 11                 | 4                  |             | -           | -           | 629    | 244    |

### Cronologia presenze e reti in nazionale
| Cronologia completa delle presenze e delle reti in nazionale ― Nuova Zelanda | Cronologia completa delle presenze e delle reti in nazionale ― Nuova Zelanda | Cronologia completa delle presenze e delle reti in nazionale ― Nuova Zelanda | Cronologia completa delle presenze e delle reti in nazionale ― Nuova Zelanda | Cronologia completa delle presenze e delle reti in nazionale ― Nuova Zelanda | Cronologia completa delle presenze e delle reti in nazionale ― Nuova Zelanda | Cronologia completa delle presenze e delle reti in nazionale ― Nuova Zelanda | Cronologia completa delle presenze e delle reti in nazionale ― Nuova Zelanda |
| Data                                                                         | Città                                                                        | In casa                                                                      | Risultato                                                                    | Ospiti                                                                       | Competizione                                                                 | Reti                                                                         | Note                                                                         |
| ---------------------------------------------------------------------------- | ---------------------------------------------------------------------------- | ---------------------------------------------------------------------------- | ---------------------------------------------------------------------------- | ---------------------------------------------------------------------------- | ---------------------------------------------------------------------------- | ---------------------------------------------------------------------------- | ---------------------------------------------------------------------------- |
| 4-6-2009                                                                     | Dar es Salaam                                                                | Tanzania                                                                     | 2 – 1                                                                        | Nuova Zelanda                                                                | Amichevole                                                                   | -                                                                            | 54’                                                                          |
| 10-6-2009                                                                    | Pretoria                                                                     | Italia                                                                       | 4 – 3                                                                        | Nuova Zelanda                                                                | Amichevole                                                                   | -                                                                            | 81’                                                                          |
| 14-6-2009                                                                    | Rustenburg                                                                   | Spagna                                                                       | 5 – 0                                                                        | Nuova Zelanda                                                                | Conf. Cup 2009 - 1º turno                                                    | -                                                                            |                                                                              |
| 17-6-2009                                                                    | Durban                                                                       | Sudafrica                                                                    | 2 – 0                                                                        | Nuova Zelanda                                                                | Conf. Cup 2009 - 1º turno                                                    | -                                                                            | 75’                                                                          |
| 10-10-2009                                                                   | Riffa                                                                        | Bahrein                                                                      | 0 – 0                                                                        | Nuova Zelanda                                                                | Qual. Mondiali 2010                                                          | -                                                                            | 67’                                                                          |
| 14-11-2009                                                                   | Wellington                                                                   | Nuova Zelanda                                                                | 1 – 0                                                                        | Bahrein                                                                      | Qual. Mondiali 2010                                                          | -                                                                            | 83’                                                                          |
| 4-3-2010                                                                     | Pasadena                                                                     | Messico                                                                      | 2 – 0                                                                        | Nuova Zelanda                                                                | Amichevole                                                                   | -                                                                            | 79’                                                                          |
| 24-5-2010                                                                    | Brisbane                                                                     | Australia                                                                    | 2 – 1                                                                        | Nuova Zelanda                                                                | Amichevole                                                                   | -                                                                            | 65’                                                                          |
| 29-5-2010                                                                    | Klagenfurt am Wörthersee                                                     | Serbia                                                                       | 0 – 1                                                                        | Nuova Zelanda                                                                | Amichevole                                                                   | -                                                                            | 61’                                                                          |
| 4-6-2010                                                                     | Maribor                                                                      | Slovenia                                                                     | 3 – 1                                                                        | Nuova Zelanda                                                                | Amichevole                                                                   | -                                                                            | 46’                                                                          |
| 9-6-2010                                                                     | Città del Capo                                                               | Cile                                                                         | 2 – 0                                                                        | Nuova Zelanda                                                                | Amichevole                                                                   | -                                                                            | 46’                                                                          |
| 15-6-2010                                                                    | Johannesburg                                                                 | Slovacchia                                                                   | 1 – 1                                                                        | Nuova Zelanda                                                                | Mondiali 2010 - 1º turno                                                     | -                                                                            | 72’                                                                          |
| 20-6-2010                                                                    | Nelspruit                                                                    | Italia                                                                       | 1 – 1                                                                        | Nuova Zelanda                                                                | Mondiali 2010 - 1º turno                                                     | -                                                                            | 63’                                                                          |
| 24-6-2010                                                                    | Polokwane                                                                    | Paraguay                                                                     | 0 – 0                                                                        | Nuova Zelanda                                                                | Mondiali 2010 - 1º turno                                                     | -                                                                            | 70’                                                                          |
| 9-10-2010                                                                    | Auckland                                                                     | Nuova Zelanda                                                                | 1 – 1                                                                        | Honduras                                                                     | Amichevole                                                                   | 1                                                                            |                                                                              |
| 13-10-2010                                                                   | Wellington                                                                   | Nuova Zelanda                                                                | 0 – 2                                                                        | Paraguay                                                                     | Amichevole                                                                   | -                                                                            |                                                                              |
| 25-3-2011                                                                    | Hangzhou                                                                     | Cina                                                                         | 1 – 1                                                                        | Nuova Zelanda                                                                | Amichevole                                                                   | -                                                                            | 46’                                                                          |
| 1-6-2011                                                                     | Miami                                                                        | Messico                                                                      | 3 – 0                                                                        | Nuova Zelanda                                                                | Amichevole                                                                   | -                                                                            | 66’                                                                          |
| 5-6-2011                                                                     | Sydney                                                                       | Australia                                                                    | 3 – 0                                                                        | Nuova Zelanda                                                                | Amichevole                                                                   | -                                                                            | 63’                                                                          |
| 29-2-2012                                                                    | Auckland                                                                     | Nuova Zelanda                                                                | 2 – 3                                                                        | Giamaica                                                                     | Amichevole                                                                   | 1                                                                            |                                                                              |
| 20-5-2012                                                                    | Houston                                                                      | El Salvador                                                                  | 2 – 2                                                                        | Nuova Zelanda                                                                | Amichevole                                                                   | -                                                                            | 65’                                                                          |
| 26-5-2012                                                                    | Dallas                                                                       | Honduras                                                                     | 0 – 1                                                                        | Nuova Zelanda                                                                | Amichevole                                                                   | -                                                                            | 46’                                                                          |
| 30-5-2012                                                                    | Istanbul                                                                     | Turchia                                                                      | 0 – 1                                                                        | Nuova Zelanda                                                                | Amichevole                                                                   | -                                                                            | 56’                                                                          |
| 2-6-2012                                                                     | Honiara                                                                      | Figi                                                                         | 0 – 1                                                                        | Nuova Zelanda                                                                | Coppa d'Oceania 2012 - 1º turno                                              | -                                                                            |                                                                              |
| 4-6-2012                                                                     | Honiara                                                                      | Papua Nuova Guinea                                                           | 1 – 2                                                                        | Nuova Zelanda                                                                | Coppa d'Oceania 2012 - 1º turno                                              | 1                                                                            |                                                                              |
| 6-6-2012                                                                     | Honiara                                                                      | Nuova Zelanda                                                                | 1 – 1                                                                        | Isole Salomone                                                               | Coppa d'Oceania 2012 - 1º turno                                              | 1                                                                            |                                                                              |
| 8-6-2012                                                                     | Honiara                                                                      | Nuova Zelanda                                                                | 0 – 2                                                                        | Nuova Caledonia                                                              | Coppa d'Oceania 2012 - Semifinale                                            | -                                                                            | 63’                                                                          |
| 10-6-2012                                                                    | Honiara                                                                      | Isole Salomone                                                               | 3 – 4                                                                        | Nuova Zelanda                                                                | Coppa d'Oceania 2012 - Finale 3º posto                                       | 3                                                                            | 58’                                                                          |
| 7-9-2012                                                                     | Nouméa                                                                       | Nuova Caledonia                                                              | 0 – 2                                                                        | Nuova Zelanda                                                                | Qual. Mondiali 2014                                                          | 1                                                                            | 90+2’                                                                        |
| 11-9-2012                                                                    | Auckland                                                                     | Nuova Zelanda                                                                | 6 – 1                                                                        | Isole Salomone                                                               | Qual. Mondiali 2014                                                          | 1                                                                            | 73’                                                                          |
| 11-10-2012                                                                   | Papeete                                                                      | Tahiti                                                                       | 0 – 2                                                                        | Nuova Zelanda                                                                | Qual. Mondiali 2014                                                          | -                                                                            | 61’                                                                          |
| 23-11-2012                                                                   | Shanghai                                                                     | Cina                                                                         | 1 – 1                                                                        | Nuova Zelanda                                                                | Amichevole                                                                   | 1                                                                            | 70’                                                                          |
| 24-3-2013                                                                    | Dunedin                                                                      | Nuova Zelanda                                                                | 2 – 1                                                                        | Nuova Caledonia                                                              | Qual. Mondiali 2014                                                          | -                                                                            |                                                                              |
| 5-9-2013                                                                     | Riyad                                                                        | Arabia Saudita                                                               | 0 – 1                                                                        | Nuova Zelanda                                                                | Amichevole                                                                   | -                                                                            | 62’                                                                          |
| 10-9-2013                                                                    | Abu Dhabi                                                                    | Emirati Arabi Uniti                                                          | 2 – 0                                                                        | Nuova Zelanda                                                                | Amichevole                                                                   | -                                                                            |                                                                              |
| 14-11-2013                                                                   | Città del Messico                                                            | Messico                                                                      | 5 – 1                                                                        | Nuova Zelanda                                                                | Qual. Mondiali 2014                                                          | -                                                                            | 67’                                                                          |
| 8-3-2014                                                                     | Yokohama                                                                     | Giappone                                                                     | 4 – 2                                                                        | Nuova Zelanda                                                                | Amichevole                                                                   | 2                                                                            |                                                                              |
| 8-9-2014                                                                     | Tashkent                                                                     | Uzbekistan                                                                   | 3 – 1                                                                        | Nuova Zelanda                                                                | Amichevole                                                                   | -                                                                            |                                                                              |
| 15-11-2014                                                                   | Nanchang                                                                     | Cina                                                                         | 1 – 1                                                                        | Nuova Zelanda                                                                | Amichevole                                                                   | 1                                                                            | cap.                                                                         |
| 18-11-2014                                                                   | Bangkok                                                                      | Thailandia                                                                   | 2 – 0                                                                        | Nuova Zelanda                                                                | Amichevole                                                                   | -                                                                            | cap.                                                                         |
| 31-3-2015                                                                    | Seul                                                                         | Corea del Sud                                                                | 1 – 0                                                                        | Nuova Zelanda                                                                | Amichevole                                                                   | -                                                                            | cap.                                                                         |
| 7-9-2015                                                                     | Yangon                                                                       | Birmania                                                                     | 1 – 1                                                                        | Nuova Zelanda                                                                | Amichevole                                                                   | -                                                                            |                                                                              |
| 12-11-2015                                                                   | Mascate                                                                      | Oman                                                                         | 0 – 1                                                                        | Nuova Zelanda                                                                | Amichevole                                                                   | 1                                                                            |                                                                              |
| 28-5-2016                                                                    | Lautoka                                                                      | Figi                                                                         | 1 – 3                                                                        | Nuova Zelanda                                                                | Coppa d'Oceania 2016 - 1º turno                                              | 1                                                                            |                                                                              |
| 31-5-2016                                                                    | Port Vila                                                                    | Vanuatu                                                                      | 0 – 5                                                                        | Nuova Zelanda                                                                | Coppa d'Oceania 2016 - 1º turno                                              | 2                                                                            |                                                                              |
| 8-6-2016                                                                     | Auckland                                                                     | Nuova Zelanda                                                                | 1 – 0                                                                        | Nuova Caledonia                                                              | Coppa d'Oceania 2016 - Semifinale                                            | 1                                                                            |                                                                              |
| 11-6-2016                                                                    | Wellington                                                                   | Nuova Zelanda                                                                | 0 – 0 dts (4 – 2 dtr)                                                        | Papua Nuova Guinea                                                           | Coppa d'Oceania 2016 - Finale                                                | -                                                                            |                                                                              |
| 9-10-2016                                                                    | Città del Messico                                                            | Messico                                                                      | 2 – 1                                                                        | Nuova Zelanda                                                                | Amichevole                                                                   | -                                                                            |                                                                              |
| 13-10-2016                                                                   | Detroit                                                                      | Stati Uniti                                                                  | 1 – 1                                                                        | Nuova Zelanda                                                                | Amichevole                                                                   | -                                                                            |                                                                              |
| 12-11-2016                                                                   | Auckland                                                                     | Nuova Zelanda                                                                | 2 – 0                                                                        | Nuova Caledonia                                                              | Qual. Mondiali 2018                                                          | -                                                                            |                                                                              |
| 15-11-2016                                                                   | Numea                                                                        | Nuova Caledonia                                                              | 0 – 0                                                                        | Nuova Zelanda                                                                | Qual. Mondiali 2018                                                          | -                                                                            | cap.                                                                         |
| 25-3-2017                                                                    | Lautoka                                                                      | Figi                                                                         | 0 – 2                                                                        | Nuova Zelanda                                                                | Qual. Mondiali 2018                                                          | 1                                                                            |                                                                              |
| 2-6-2017                                                                     | Belfast                                                                      | Irlanda del Nord                                                             | 1 – 0                                                                        | Nuova Zelanda                                                                | Amichevole                                                                   | -                                                                            |                                                                              |
| 12-6-2017                                                                    | Minsk                                                                        | Bielorussia                                                                  | 1 – 0                                                                        | Nuova Zelanda                                                                | Amichevole                                                                   | -                                                                            |                                                                              |
| 17-6-2017                                                                    | Volgograd                                                                    | Russia                                                                       | 2 – 0                                                                        | Nuova Zelanda                                                                | Conf. Cup 2017 - 1º turno                                                    | -                                                                            |                                                                              |
| 21-6-2017                                                                    | Soči                                                                         | Messico                                                                      | 2 – 1                                                                        | Nuova Zelanda                                                                | Conf. Cup 2017 - 1º turno                                                    | 1                                                                            |                                                                              |
| 24-6-2017                                                                    | San Pietroburgo                                                              | Nuova Zelanda                                                                | 0 – 4                                                                        | Portogallo                                                                   | Conf. Cup 2017 - 1º turno                                                    | -                                                                            |                                                                              |
| 1-9-2017                                                                     | Auckland                                                                     | Nuova Zelanda                                                                | 6 – 1                                                                        | Isole Salomone                                                               | Qual. Mondiali 2018                                                          | 3                                                                            |                                                                              |
| 6-10-2017                                                                    | Nagoya                                                                       | Giappone                                                                     | 2 – 1                                                                        | Nuova Zelanda                                                                | Amichevole                                                                   | 1                                                                            | 44’                                                                          |
| 10-11-2017                                                                   | Wellington                                                                   | Nuova Zelanda                                                                | 0 – 0                                                                        | Perù                                                                         | Qual. Mondiali 2018                                                          | -                                                                            | 73’                                                                          |
| 16-11-2017                                                                   | Lima                                                                         | Perù                                                                         | 2 – 0                                                                        | Nuova Zelanda                                                                | Qual. Mondiali 2018                                                          | -                                                                            | 46’                                                                          |
| 14-11-2020                                                                   | Dublino                                                                      | Irlanda                                                                      | 3 – 1                                                                        | Nuova Zelanda                                                                | Amichevole                                                                   | -                                                                            | cap. 75’                                                                     |
| 9-10-2021                                                                    | al-ʿAyn                                                                      | Curaçao                                                                      | 1 – 2                                                                        | Nuova Zelanda                                                                | Amichevole                                                                   | 1                                                                            | cap.                                                                         |
| 13-10-2021                                                                   | Riffa                                                                        | Bahrein                                                                      | 0 – 1                                                                        | Nuova Zelanda                                                                | Amichevole                                                                   | -                                                                            | cap. 90’                                                                     |
| 16-11-2021                                                                   | Dubai                                                                        | Nuova Zelanda                                                                | 2 – 0                                                                        | Gambia                                                                       | Amichevole                                                                   | 2                                                                            | cap.                                                                         |
| 28-1-2022                                                                    | Abu Dhabi                                                                    | Giordania                                                                    | 3 – 1                                                                        | Nuova Zelanda                                                                | Amichevole                                                                   | 1                                                                            | cap.                                                                         |
| 21-3-2022                                                                    | Doha                                                                         | Nuova Zelanda                                                                | 4 – 0                                                                        | Figi                                                                         | Qual. Mondiali 2022                                                          | 2                                                                            | cap. 75’                                                                     |
| 24-3-2022                                                                    | Doha                                                                         | Nuova Zelanda                                                                | 7 – 1                                                                        | Nuova Caledonia                                                              | Qual. Mondiali 2022                                                          | 2                                                                            | 71’                                                                          |
| 27-3-2022                                                                    | Doha                                                                         | Nuova Zelanda                                                                | 1 – 0                                                                        | Tahiti                                                                       | Qual. Mondiali 2022                                                          | -                                                                            | cap.                                                                         |
| 30-3-2022                                                                    | Doha                                                                         | Isole Salomone                                                               | 0 – 5                                                                        | Nuova Zelanda                                                                | Qual. Mondiali 2022                                                          | 1                                                                            | cap. 84’                                                                     |
| 5-6-2022                                                                     | Cornellà de Llobregat                                                        | Perù                                                                         | 1 – 0                                                                        | Nuova Zelanda                                                                | Amichevole                                                                   | -                                                                            | cap. 70’                                                                     |
| 9-6-2022                                                                     | Ar Rayyan                                                                    | Oman                                                                         | 0 – 0                                                                        | Nuova Zelanda                                                                | Amichevole                                                                   | -                                                                            | 78’                                                                          |
| 14-6-2022                                                                    | Ar Rayyan                                                                    | Costa Rica                                                                   | 1 – 0                                                                        | Nuova Zelanda                                                                | Qual. Mondiali 2022                                                          | -                                                                            |                                                                              |
| 22-9-2022                                                                    | Brisbane                                                                     | Australia                                                                    | 1 – 0                                                                        | Nuova Zelanda                                                                | Amichevole                                                                   | -                                                                            | cap. 78’                                                                     |
| 25-9-2022                                                                    | Auckland                                                                     | Nuova Zelanda                                                                | 0 – 2                                                                        | Australia                                                                    | Amichevole                                                                   | -                                                                            | 32’                                                                          |
| 13-10-2023                                                                   | Murcia                                                                       | Nuova Zelanda                                                                | 1 – 1                                                                        | RD del Congo                                                                 | Amichevole                                                                   | 1                                                                            |                                                                              |
| 17-10-2023                                                                   | Londra                                                                       | Australia                                                                    | 2 – 0                                                                        | Nuova Zelanda                                                                | Amichevole                                                                   | -                                                                            | cap. 81’                                                                     |
| 17-11-2023                                                                   | Atene                                                                        | Grecia                                                                       | 2 – 0                                                                        | Nuova Zelanda                                                                | Amichevole                                                                   | -                                                                            | cap. 46’                                                                     |
| 21-11-2023                                                                   | Dublino                                                                      | Irlanda                                                                      | 1 – 1                                                                        | Nuova Zelanda                                                                | Amichevole                                                                   | -                                                                            | cap. 60’                                                                     |
| 7-9-2024                                                                     | Pasadena                                                                     | Messico                                                                      | 3 – 0                                                                        | Nuova Zelanda                                                                | Amichevole                                                                   | -                                                                            | 70’                                                                          |
| 10-9-2024                                                                    | Cincinnati                                                                   | Stati Uniti                                                                  | 1 – 1                                                                        | Nuova Zelanda                                                                | Amichevole                                                                   | -                                                                            | 74’                                                                          |
| 11-10-2024                                                                   | Port Vila                                                                    | Nuova Zelanda                                                                | 3 – 0                                                                        | Tahiti                                                                       | Qual. Mondiali 2026                                                          | 1                                                                            | cap. 76’                                                                     |
| 14-10-2024                                                                   | Auckland                                                                     | Nuova Zelanda                                                                | 4 – 0                                                                        | Malaysia                                                                     | Amichevole                                                                   | 1                                                                            | 62’                                                                          |
| 15-11-2024                                                                   | Hamilton                                                                     | Nuova Zelanda                                                                | 8 – 1                                                                        | Vanuatu                                                                      | Qual. Mondiali 2026                                                          | 2                                                                            | cap. 75’                                                                     |
| 18-11-2024                                                                   | Auckland                                                                     | Samoa                                                                        | 0 – 8                                                                        | Nuova Zelanda                                                                | Qual. Mondiali 2026                                                          | 3                                                                            | cap. 62’                                                                     |
| 21-3-2025                                                                    | Wellington                                                                   | Nuova Zelanda                                                                | 7 – 0                                                                        | Figi                                                                         | Qual. Mondiali 2026                                                          | 3                                                                            | cap. 72’                                                                     |
| 24-3-2025                                                                    | Auckland                                                                     | Nuova Caledonia                                                              | 0 – 3                                                                        | Nuova Zelanda                                                                | Qual. Mondiali 2026                                                          | -                                                                            | cap. 54’                                                                     |
| 7-6-2025                                                                     | Toronto                                                                      | Nuova Zelanda                                                                | 1 – 0                                                                        | Costa d'Avorio                                                               | Amichevole                                                                   | -                                                                            | 82’                                                                          |
| 10-6-2025                                                                    | Toronto                                                                      | Nuova Zelanda                                                                | 1 – 2                                                                        | Ucraina                                                                      | Amichevole                                                                   | -                                                                            | 66’                                                                          |
| Totale                                                                       |                                                                              | Presenze (2º posto)                                                          | 88                                                                           |                                                                              | Reti (1º posto)                                                              | 44                                                                           |                                                                              |

## Palmarès

### Club
- Football League One: 1

Brighton: 2010-2011
- Football League Championship: 1

Leicester City: 2013-2014

### Nazionale
- Coppa d'Oceania: 1

2016

### Individuale
- New Zealand U-20 Men's Player of the Year: 2

2008, 2009
- Capocannoniere del Campionato inglese di seconda divisione: 1

2016-2017 (27 reti)
- Calciatore OFC del decennio 2011-2020 IFFHS: 1

2020
- Squadra maschile OFC del decennio 2011-2020 IFFHS: 1

2020
- PFA Premier League Team of the Year: 1

2024-2025